# Shen Yutao
Pour les articles homonymes, voir Shen.
Dans ce nom chinois, le nom de famille, Shen, précède le nom personnel.
Shen Yutao, né le 19 septembre 2000,, est un coureur cycliste chinois.

## Biographie
En 2022, Shen Yutao porte les couleurs de l'équipe continentale Li Ning Star. Bon grimpeur, il se distingue sur le Tour du lac Qinghai en terminant troisième du classement général, après avoir remporté une étape. Il se classe également sixième du championnat de Chine sur route. L'année suivante, il participe à ses premières compétitions en Europe avec la structure China Glory Continental.
Lors de la saison 2024, il passe tout d'un succès sur le Tour de Thaïlande en finissant deuxième de la cinquième étape. Il représente par ailleurs son pays natal aux championnats d'Asie, où il prend la 35e place de la course en ligne.

## Palmarès et résultats

### Palmarès par année
- 2022
  - 4e étape du Tour du lac Qinghai
  - 3e du Tour du lac Qinghai

### Classements mondiaux
| Année         | 2022 |
| ------------- | ---- |
| UCI Asia Tour | 112e |